# Preston (Georgia)
Preston – miasto w Stanach Zjednoczonych, w stanie Georgia, w hrabstwie Webster.